# Манастир Жича
Жича је српски средњовековни манастир из прве половине 13. века, који се налази у близини Краљева и припада Епархији жичкој Српске православне црква. Подигао ју је први краљ Србије из династије Немањића, Стефан Немањић (велики жупан 1196—1217, краљ 1217—1228), а изградња је трајала од 1206. до 1221. године. Стефан Првовенчани је такође желео да се и будући краљеви Србије крунишу у Жичи. Седам српских краљева из династије Немањића је ту крунисано.
Изузетно значајну улогу у подизању манастира имао је и његов брат, Свети Сава (1219—1233). Након стицања црквене самосталности 1219. године, у Жичи је смештено седиште аутокефалне српске архиепископије. На славу Манастира, Спасовдан, 1221. у Жичи је Свети Сава сазвао црквено-народни сабор на коме је крунисао свог брата Стефана по православном обичају, рукоположио епископе - своје ученике, светогорске монахе, и изговорио своју чувену беседу о правој вери. Почетком последње деценије XIII века, манастир је страдао у нападу Бугара, после чега је седиште архиепископије пренето у цркву Светих Апостола код Пећи, а сам манастир је почетком 14. века обновио свети краљ Милутин (1282—1321). Током средњег века, у Жичи су устоличавани епископи и крунисани краљеви из династије Немањића, због чега је позната и као Седмоврата. Иако је легенда, она је изузетно поучног карактера - врата која би за принцем који би ишао на своје крунисање била затварана симболички су представљала крај његовог дотадашњег живота, а нова која су отварана пошто би излазио као краљ представљала су нови живот у који је ступао у коме је требало да служи својој Цркви и свом народу.
Главна манастирска црква, подигнута у Рашком стилу, посвећена је Вазнесењу Христовом (Светом Спасу) и према мишљењу академика и историчара уметности Војислава Ј. Ђурића црква Вазнесења Христовог када је била готова, постала је узор и остала то кроз читав 13. век, тиме је у историји рашког градитељства, као заметак новог раздобља, заузела кључно место. У њеној унутрашњости налазе се два слоја живописа:
- старији, настао око 1220. године и припада тзв. Златном добу српског сликарства
- млађи, настао почетком XIV века и припада сликарству из доба краља Милутина, ствараног под утицајем Ренесансе Палеолога за које се може рећи да су репрезентативни примери сликарства свог доба[3]. Унутар манастирског комплекса, источно од главне цркве, налази мања црква, посвећена светим Теодорима Тирону и Стратилату, подигнута у 14. веку.[3]

Током периода османске владавине манастир је у више наврата запустео, након чега је обнављан. Између Првог и Другог светског рата, манастир је доживео велику обнову заслугом светог владике Николаја Велимировића, а велики радови на његовој конзервацији, изведени су након земљотреса који је ту област погодио 1987. године.
Постојале су Жичке повеље краља Стефана Првовенчаног и краља Радослава чији су текстови били првобитно исписани на бочним зидовима портика. Сматра се да су повеље биле исписане и у доба првих ктитора, а да су у доба краља Милутина допуњене трећом повељом која је касније уметнута, те да су је његови сликари додали када су обнављали фрескосликарство. Уосталом, док понављање првобитног преписа повеља оснивача у време обнове изгледа сасвим прихватљиво, дотле би било тешко разуме ти жељу нових ктитора да у програму портика први пут истакну баш та три акта, стара стотинак година.
Свештеномученик јеромонах Михаило Ђусић, био је сабрат овог манастира у периоду од (1936—1945). Најистакнутији духовници манастира су били Доситеј Марјановић и Герасим Крстић.
Манастир Жича је 1979. године проглашен за споменик културе од изузетног значаја и налази се под заштитом Републике Србије.

## Историја
Манастир Жичу, као своју задужбину, подигао је Стефан Првовенчани. Почетак радова датира на сам почетак 13. века, у 1206. или 1207. годину, а сматра се да су радови на архитектури и делимично на живопису манастирске цркве окончани до великог сабора одржаног у Жичи, на храмовну славу Спасовдан, 20. маја 1221. године. Њен ктитор, добио је од папе Хонорија III (1216—1227) краљевски венац 1217. године и сматра се да је сам чин крунисања обављен у Жичи, те године. После стицања црквене независности 1219. године, када је у Никеји Свети Сава постављен за првог српског архиепископа, Жича је постала седиште новоосноване архиепископије и у њој су 1220. године постављени епископи 7 нових епископија:
- Зетске (Свети Архангели на Превлаци)
- Хумске (Пресвета Богородица у Стону)
- Дабарске (Свети Никола Дабарски у Бањи код Прибоја)
- Моравичке (Свети Ахилије у Ариљу)
- Будимљанске (Свети Ђорђе у Беранама)
- Хвостанске (Богородица Хвостанска код Пећи)
- Топличке (Свети Никола Топлички у Куршумлији)

које су уз три старе:
- Рашке (Свети Петар и Павле у Расу)
- Призренске (Богородичина црква у Призрену)
- Липљанске (Богородичина црква у Грачаници)

и Жичку, чиниле аутокефалну српску архиепископију.
На свом повратку из Никеје у Србију, Сава је са собом из Цариграда довео сликаре, који су отпочели радове на живописању манастирске цркве.
Крајем XIII века, Жича је страдала у пљачкашком налету Татара. Тачна година њеног разарања није утврђена, али се сматра да се то десило непосредно након 1291. године, током упада видинског кнеза Шишмана у Србију. Његов упад, дошао је као реакција на здружену акцију краљева Драгутина (краљ Србије 1276—1282, краљ Срема 1282—1316) и Милутина, који су уништили Дрмана и Куделина у Ждрелу и припојили Браничево Драгутиновој држави. Пошто су Дрман и Куделин признавали врховну власт татарског кана Ногаја (?—1299), као и Шишман, његове снаге, ојачане татарским одредима упале су у Србију и продрле до Пећи. Међутим, њихов упад је врло брзо сузбијен, а Милутинове снаге су у контраофанзиви заузеле Видин и приморале Шишмана на предају.
Почетком 14. века, у доба краља Милутина, отпочела је обнова Жиче, а разни радови на манастирском комплексу обављани су током читаве прве половине XIV века. Иако је седиште српске цркве пренето у цркву Светих Апостола код Пећи, њени архиепископи, а потом и патријарси су често боравили у Жичи, нарочито од последњих деценија XIV века, када су Османлије све више угрожавале јужне делове Србије, у којима се налазила Пећ. У Жичи је 1429. године деспот Ђурађ Бранковић (1427—1456) издао повељу светогорском манастиру Есфигмену (тзв. Есфигменска повеља).
Након пада Србије, 1459. године манастир Жича је страдао, иако се тачно доба његовог рушења не зна, познато је да је жички игуман са двојицом монаха 1520. године основао манастир Шишатовац на Фрушкој гори. Митрополит смедеревски Захарија је 1562. године затекао напуштену Жичу, због чега он обнавља монашке келије, а у манастиру се 1587. године упокојио патријарх Герасим (1575—1586). Османски дефтери из 16. века наводе да је у Жичи тада било монаха, као и радова на обнови егзонартекса манастирске цркве. У периоду између 1614. и 1647. године, поуздано се зна да је Жича била напуштена, а иако су на зидовима комплекса забележени натписи који се датирају у разне делове 17. века, не може се са сигурношћу тврдити да ли се у манастиру одвијао нормалан живот. Познато је да је у доба када је манастирска црква добила кров, 1730. године под ариљским митрополитом Јосифом, манастир доста дуго био напуштен. Крајем 18. века у манастиру ради школа, а Карађорђе 1806. године посећује манастир, након чега је подигао у њему монашке келије на 4 спрата. После пропасти Првог српског устанка, Османлије су поново порушиле манастир.
Радове на обнови Жиче, отпочео је 1856. године, новопостављени епископ жички Јоаникије (1849—1854, 1854—1873), а нововековни краљеви Србије Александар (1889—1903) и Петар (1904—1921) су током својих крунисања у Жичи миропомазани, надовезујући се на традиције Немањића. Почетком 1858. године стигло је у манастир звоно од 478 фунти, поклон из Београда. Исто је даровао српски војвода Тома Вучић Перишић, у спомен своје супруге Агније, преминуле 1855. године. У натпису на звону који је остарели војвода дао да се уреже, писало је да он то звоно дарује и у част и славу апостола и јеванђелиста Луке, свог заштитника.
За време Првог светског рата, Жича је поново страдала, због чега су 1925. године отпочели радови на обнови манастирског комплекса. Обнова манастира Жиче је била део ширег државног пројекта обнове цркава и манастира разрушених током рата. Године 1923. при Синоду СПЦ формирана је Комисија за чување и одржавање архитектонских споменика, која је требало да прикупи податке о оним црквама и манастирима које је требало обновити. Посебна Комисија за одржавање и рестаурацију црквених и манастирских грађевина постојала је при Министарству вера односно при верском одељењу Министарства правде, након што је укинут ресор министра вера. Ова Комисија је пуно допринела обнови манастира. Чланови Комисије су сматрали да је Жича била не само значајан верски објекат, већ и један од првокласних националнх споменика, па су предлагали и мере којима би се изглед манастира чувао и одржавао након завршене рестаурације. Радове је убрзало и то што је било планирано да се миропомазање краља Александра, у складу са традицијом, одржи у Жичи.
Рад на обнови манастира је отежавала чињеница да је његов првобитни изглед било готово немогуће утврдити. Жича је спаљена први пут свега 70 година након изградње, а каснији покушаји њене обнове су у великој мери одступали од њеног првобитног изгледа. Иницијатива обнове манастира је покренута 1919. године, али су радови започели тек 1925. године. Сваке године, током наредних седам година, из државног буџета издвајана су средства намењена обнови Жиче. За сталног надзорног архитекту именован је Мирко Младеновић, који је водио све радове на оправци манастира. Након 1932. године радови су били привремено обустављени, јер средства из буџета више нису била издвајана.
На чело Жичке епархије 1934. године дошао је свети владика Николај Велимировић. Он је одмах наставио да ради на даљој обнови манастира. Средства су била сакупљана добровољним прилозима, али и захваљујући издавачкој делатности у манастирској штампарији. Држава је поново почела да издваја средства за обнову Жиче од 1937. године, што је наставила да чини све до почетка рата. Годину дана раније, 1936. године, штампане су дописнице са фотографијама манастира, а држава је четвртину прихода од њихове продаје утрошила на оправку Жиче. Архитекта Момир Коруновић је био задужен за надзор над радовима. Како би потребна средства била прикупљена, основано је и Друштво пријатеља Манастира Жиче, чији је стручни уметнички сарадник био Александар Дероко.
Сама манастирска црква је обновљена према пројекту Александра Дерока, а радови на манастиру нису престајали до почетка Другог светског рата. На манастирској цркви Светог Спаса са свих кубета скинути су кровни покривачи и њима је дата нова, мекана линија, која се прилагођава облику калоте. Године 1939. са свих спољних површина скинут је бело окречени малтер и Жича је поново омалтерисана загаситоцрвеним малтером, и то у два слоја: доњи слој обичан, а горњи дебљи са додатком јаке црвене боје. На куполама и сводовима уграђено је армирано бетонско ојачање. За главну цркву Жиче израђен је у дуборезу и нови олтарни иконостас: тромесечни рад познатог дуборесца Нестора Алексијевића. За тај иконостас набављена су и специјална кандила из Рима, која је манастиру даривао Војислав Јанић. У спољној припрати на свим површинама дат је нов живопис током друге половине 1939. године. Радови су одобрени у Министарству грађевина посебним елаборатом и поверени иконописцу Николи Мајендорфу, који је већ дуже радио у Манастиру Жичи. Под у целој Цркви Светог Спаса замењен је и поплочан мермерним плочама. Иконостас је био освећен на Спасовдан, 2. јуна 1938.
Нови епископски двор и народна трпезарија са црквицом посвећеном Светом Сави су завршени 1935. године. Александар Дероко је такође израдио план новог епископског двора. У освећени камен положена је повеља у којој је назначено да овај епископски конак подиже Православна епархија жичка прве године владавине Њ. в. краља Петра II у свенародној жалости за блаженопочившим краљем мучеником Александром Ујединитељем, у петој години патријарха Варнаве и у шестој години обнављања Жиче.
У овиру обнове манастира подигнута је и нова црква, посвећена Светом Сави. Део средства за подизање ове цркве одобрен је од Светог архијерејског синода СПЦ у износу од 100 000 динара, а главни ктитор била је Марија Жутић, која се касније замонашила и у Жичи остала до избијања рата. Новоподигнута Црква Светог Саве добила је 1936. године нов иконостас као дар председника Владе Милана Стојадиновића. Иконостас је израдио познати иконограф и живописац Иван Мељников из Битоља, а по инструкцијама самог владике Николаја. Црква је подигнута као завршетак велике народне трпезарије. Руски уметник барон Никола Мајендорф живописао је и цркву и трпезарију. У Цркви Светог Саве насликао је руског цара Николаја Другог, који тада још увек није био канонизован.
Велике свечаности су биле одржане од 13. до 15. августа 1938. године, а њихов повод је било освећење новог здања „Богојављења” (Агијазме), споменика патријарху Варнави у виду чесме са великим крстом насупрот јужног улаза у порту, као и освећење нове Цркве Светог Саве. Поред овога, како се стара звонара у кули над улазном капијом показала се непрактичном, јер се звук звона једва чуо и у самом манастиру, одлучено је да се са старе звонаре скине дрвена кровна конструкција и озида нова капела. Тако је улазна кула претворена у свом горњем делу у црквицу посвећену Рођењу Светог Јована Крститеља, чиме је манастир добио још један олтар. Намера епископа Николаја била је да се у Жичи створи дванаест олтара као симбол дванаест Христових апостола, како би се могло служити даноноћно богослужење, тако да кад се у једној цркви завршава, Света литургија почиње у другој. Храм Светог Јована Крститеља освећен је 23. септембра 1940. године. Овај жички олтар подигнут је новцем који је био дар угледне краљевачке породице Буњак. Нова звноара је требало да буде подигнута на источном улазу у манастирски комплекс, али су до почетка рата били озидани само њени темељи и приземље.
У главном дворишту, лево од улаза са источне стране, направљена је ниска ограда са капелицом на средини. Јединственост ове капеле је у постојању, у камену урезаних сто шајкача, које представљају споменик српској војсци и ратницима који су положили своје животе у минулим ратовима. Године 1937. освећена је и црква подигнута на монашком гробљу, посвећена Успењу Мајке Божје. Црква је подигнута над неколико случајно откривених костурница, а њен ктитор је Војислав Јањић, тада министар у пензији.
Током окупације Србије, 10. октобра 1941. године немачка војска је бомбардовала цркву Светог Спаса, а Немци су потом ушли у манастир, спалили све грађевине, штампарију, библиотеку са око 50000 књига, растерали монаштво.
После рата, обављени су 1965. године радови на обнови манастирске цркве и епископског дома, али је јак земљотрес 1987. године поново порушио манастирски комплекс. После тога, отпочели су обимни радови на обнови читавог манастира, којима је руководила Милка Чанак-Медић, током којих је цркви Светог Спаса враћен аутентичан изглед са почетка XIII века.
Почетком 21. века, низом манифестација је прослављено 800 година манастира Жиче.

## Старешине манастира
- Јелена Јокић, игуманија манастира  (1948—1958)
- Јустина Мишић, игуманија манастира (1958—1992)
- Јелена Лазовић, игуманија манастира (1993—)

## Живопис
Жичко сликарство је изведено у три таласа - 1220/21. године, затим између 1229. и 1234. године, и у првим годинама XIV века. Прва два таласа чине старији слој, и за њега је био задужен управо Свети Сава, довођењем сликара из Цариграда, који су отпочели радове на живописању манастирске цркве. Овај слој припада Златном добу српског сликарства. За најмлађи слој, као и обнову и украшавање Жиче, били су заслужни подједнако и краљ Милутин и архиепископ Сава III, што је забележено тиме што су њихове фигуре укључене у слику Божићне стихире, што представља поетску интерпретацију оваплоћења Слова и његовог даривања. Присуством и архиепископа Саве III и краља Милутина са дворском пратњом на свечаном божићном богослужењу, постигнута је лепа химнографска тема. Овај слој припада и рађен под утицајем Ренесансе Палеолога за које се може рећи да су репрезентативни примери сликарства свог доба.
На основу најстаријег слоја фресака, могуће је схватити основне идеје којима се руководио Свети Сава приликом живописања Жиче, а разумевању тога додатно доприноси и предговор превода Јерусалимског типика на српски језик од стране архиепископа Никодима из 1319. године. Једна од Савиних намера је била да се истакне веза између Старог и Новог завета која је била блиска Светом Сави, као и људима раног XIII века. Осим тога, за разлику од уметности Палеолога, слика оснивања Цркве на земљи на примеру Жиче, није заснована на старозаветним примерима, већ на представама догађаја из Новог Завета. Ово је највидљивије у поткуполном простору Жиче. Зарад инсистирања на успостављању континуитета између најстарије цркве коју је сам Исус Христос основао на Сиону и аутокефалне Српске цркве, Савина идеја је била да се одговарајућим избором слика у Жичи понови изглед прве хришћанске саборне цркве. Због тога су у поткуполном делу истакнути управо моменти везани за оснивање Цркве на земљи, а што се десило на Сиону. Ову идеју су наставили и Милутинови сликари, који су поновили првобитни распоред фресака у најмлађем таласу. Потпуна истрвеност или оштећеност завршнихслојева боје удаљава од могућности да се спознају све изворне ликовне особености живописа. Стога је својевремено и речено да „Жича не живи толико оним што нам показује, колико оним што је била“.
Остаци сликарства у доњим деловима тамбура куполе Спасове цркве у Жичи припадају монументалној представи Вазнесења Христовог. Вазневши се, Христос је као „Првосвештеник будућих добара“ с властитом жртвеном крвљу ушао у „скинију нерукотворену“, у „само Небо“, извршивши „вечно искупљење“, односно спасење људи (Јев 9, 11–24).16 Тек пошто се вратио Оцу, Господ је могао измолити од њега и то да ученицима ниспошље Утешитеља – Духа Светога (Јн 16, 7). Вазнесење Христово представља због свега поменутог темељан услов настанка и делотворности Цркве на земљи. Непосредно испод представе Вазнесења, у поткуполном простору храма, груписано је неколико сцена које с њом идејно и сижејно живо опште. И оне су сачуване на слоју с почетка XIV века. С једне стране, реч је о представама догађаја што за корак претходе повратку Христовом у крило Очево или су се одиграли одмах након њега (Неверовање Томино, Мисија апостола и Силазак Светог Духа на апостоле), односно о онима што су му светотајински комплементарни (Тајна вечера). С друге стране, у питању су сцене које Вазнесењу представљају хронолошки и догматски контрапункт (Благовести Захарији и Благовести Богородици). Све оне заједно помажу да се потпуније објасне природа и значај Спасовдана у икономији спасења, то јест да се образложи с њиме повезано светотајинско „конструисање“ Цркве. На јужном зиду под кубетом, представљен је Силазак Светог Духа на апостоле (Дап 2, 1–12) као непосредан епилог Вазнесења.
Некада веома развијен низ сцена којима је у нижим зонама Спасове цркве у Жичи био употпуњен богат наратив Христолошког циклуса сада је само делимично сачуван. О њему сведочи свега неколико мање или више оштећених композиција различите старине. У питању су сцене Великих празника и Страдања Христових: Преображење, Улазак у Јерусалим, Распеће, Скидање с крста и Силазак у ад. Прве две од њих насликане су на слоју из XIV века, а три потоње потичу из времена светог Саве Српског. Данас је најбоље сачувано Распеће у десној певници.
Непосредно под куполом Спасове цркве насликане су представе сасвим уобичајене за програм тог дела средњовековних храмова у православно. Ликови јеванђелиста, писаца књига на којима се темељи учење цркве, приказани су на сферним површинама пандантифа. Такво њихово програмско место било је у складу с традицијом која се може пратити још од X и XI века. Дакле, сагласно обичајима, и у Жичи су свети Јован Богослов и Матеј, као непосредни Христови ученици, добили место на истакнутијој и угледнијој, источној страни, док су се ликови светог Луке и светог Марка нашли на западу.
Према древном и поштованом обичају, фреско-иконе Спаситеља – оваплоћеног Бога – и Богомајке с њим као младенцем у рукама приближене су вернима и посебно истакнуте у програму најниже зоне живопи са жичког католикона. Чим се из припрате крочи у наос храма, оне се уочавају на његовом истоку. Насликане почетком XIV века уз сам иконостас, на западној страни источних поткуполних пиластара, постављене су тачно испод слике Божијег оваплоћења – Благовести – и ликова пророка који су најавили тај долазак Бога у телу. Заправо, фреско-иконе Христа и његове мајке представљају молитвену жижу читавог програма живописа.
Симболика улаза у храм још је обухватније и јасни је прожела јединствен тематски програм фресака у приземљу куле. Садржина тог занимљивог живописа, који потиче из друге деценије XIV столећа, готово је у целини позната.776 У своду трема насликана је монументална сцена Страдалништва четрдесеторице севастијских мученика на залеђеном језеру, а на подужним зидовима исписани су одломци из три жичке повеље краља Стефана Првовенчаног и његовог наследника Радослава. Горњи део источног зида заузима приказ Анатолијеве божићне химне Шта да ти принесемо, Христе?, у који су укључени и представници српског двора и цркве. Уз поменуту сцену насликани су у потрбушју плитког прислоњеног лука два свећњака и светлосни круг са звездом. Пошто звезда стоји у темену лука, тачно изнад Богородице са Христом из Божићне химне, може се препознати као витлејемска. На челу истог плитког лука исписана је рождествена стихира светог Јована Дамаскина појана на јутрењу Божића. Испод сцене, са страна улаза у храм, налазе се портрети првих ктитора – краљева Радослава, лево, и Стефана Првовенчаног, десно. Горњу зону западног зида украшава представа Христове јеванђеоске поуке апостолима Ако не будете као ово дете (Мт 18, 1–6). Сцена је наткриљена прислоњеним луком, покривеним орнаменталним тракама. У његовом потрбушју смењују се кругови с крстовима и двоглавим орловима, а по челу тече низ крстова уписаних у кругове. Стамене фигуре апостола Петра и Павла смештене су на стране широког улаза у трем. Први од њих носи цркву (Мт 16, 18), а други књигу својих посланица на глави. Изнад апостолских кнежева, у темену лука улаза, преостало је само црвеном бордуром издвојено поље, чије је средиште потпуно уништено. Најниже делове трема, заправо зону сокла, опасује прилично висока сликана завесица.

## Галерија
- Мозаик изнад улазних врата
- Дрвена врата на улазу
- Фреске на улазу
- Конак
- Агијазма
- Пумпа за воду
- Црква Успења Богородице
- Жича сада
- Жича некада
- Жича сада